# Gmina zbiorowa Hankensbüttel
Gmina zbiorowa Hankensbüttel (niem. Samtgemeinde Hankensbüttel) – gmina zbiorowa położona w niemieckim kraju związkowym Dolna Saksonia, w powiecie Gifhorn. Siedziba administracji gminy zbiorowej znajduje się w miejscowości Hankensbüttel.

## Podział administracyjny
Do gminy zbiorowej Hankensbüttel należy pięć gmin:
1. Dedelstorf
2. Hankensbüttel
3. Obernholz
4. Sprakensehl
5. Steinhorst